# Aphanoascus multiporus
Aphanoascus multiporus är en svampart som beskrevs av Cano & Guarro 1990. Aphanoascus multiporus ingår i släktet Aphanoascus och familjen Onygenaceae.   Inga underarter finns listade i Catalogue of Life.